# Elsa Wagner (violiste)
Elsa Wagner (Dresden, 9 juli 1879 – Oslo 20 juli 1915) was een Noors violiste.

## Achtergrond
Elsa Wagner Soot werd in Dresden geboren in het gezin van een Duitse vader Bernard Wagner (1841-1901) en Noorse moeder Laura Soot (1848-1914). Zelf trouwde in 1908 ze met ingenieur Jørgen Henrik Dahll (geboren 31 juli 1854)

## Muziek
Ze kreeg haar muzikale opleiding van onder meer Joseph Joachim. Op een van haar concertreizen bleef ze in Noorwegen plakken, waar ze aanbeden werd voor haar warme, temperamentvolle spel. Alhoewel zo nog weleens in het buitenland optrad, bleef ze verder Noorwegen trouw. Ze huwde er en speelde een rol in de ontwikkeling van de klassieke muziek in Noorwegen. Ze was niet alleen violiste, maar zat ook in het bestuur van muziekverenigingen. Ze gaf voorts lessen aan de voorloper van het Conservatorium van Oslo waar ze samen lesgaf met bijvoorbeeld Arve Arvesen.
Enkele concerten:
- 8 maart 1905: concert in de concertzaal van Brødrene Hals, samen met Johan Backer Lunde in een programma met werken van Edward Grieg (Vioolsonate nr. 2), de Chiaconne van Johann Sebastian Bach, Aliedans van Gerhard Schjelderup en de Faustfantasie van Henryk Wieniawski; later dat jaar deels herhaald met pianist Karl Nissen
- 4 november 1909: concert in Calmeyergadens Missionshus, samen met zangeres Signe Holst-Larsen en Johan Backer Lunde
- 20 februari 1912; concert in de aula van de Universiteit van Oslo met Fridtjof Backer-Grøndahl (piano) en de Nederlandse cellist Engelbert Röntgen in onder meer het strijktrio van Pjotr Iljitsj Tsjaikovski.